# Адміралтейський район
Адміралтейський район (рос. Адмиралтейский район) — адміністративно-територіальна одиниця Санкт-Петербурга. Розташований в центральній частині міста на лівому березі річки Неви. Займає площу 13,82 км². У районі мешкає 172 704 осіб (2014).
Утворений 11 березня 1994 в результаті об'єднання Ленінського та Октябрського районів. При цьому до теперішнього часу на території району існують Ленінський та Жовтневий районні суди.
Район входить в історичне ядро Петербурга, планування якого склалося, головним чином, у першій половині XVIII століття.